# Tailly (Côte-d'Or)
 Tailly  es una población y comuna francesa, en la región de Borgoña, departamento de Côte-d'Or, en el distrito de Beaune y cantón de Beaune-Sud.
No está integrada en ninguna communauté de communes.

## Demografía
| 139 | 157 | 156 | 145 | 164 | 153 | 155 | 167 | 157 | 165 | 166 | 185 | 178 | 170 | 165 | 135 | 115 | 128 | 140 | 137 | 107 | 106 | 97 | 88 | 116 | 116 | 122 | 146 | 113 | 147 | 189 | 205 | 195 |
| Para los censos de 1962 a 1999 la población legal corresponde a la población sin duplicidades (Fuente: INSEE [Consultar]) |     |     |     |     |     |     |     |     |     |     |     |     |     |     |     |     |     |     |     |     |     |    |    |     |     |     |     |     |     |     |     |     |